# Bundesversammlung (Austria)
L'Assemblea federale (Bundesversammlung in tedesco) è l'organo legislativo della Repubblica austriaca. L'Assemblea svolge principalmente una funzione cerimoniale, in quanto si riunisce raramente se non in occasioni quali il giuramento del Presidente federale. Essa, tuttavia, interviene anche in condizioni particolari come l'impossibilità ad agire del presidente. L'Assemblea è composta dai membri delle due camere, che detengono effettivamente il potere legislativo:
- il Consiglio nazionale (Nationalrat);
- il Consiglio federale (Bundesrat).

Il Consiglio nazionale è composto da 183 membri eletti a livello nazionale con sistema proporzionale. Le elezioni si svolgono normalmente ogni cinque anni, ma possono essere anticipate nel caso in cui il Consiglio nazionale si sciolga prematuramente. Il Consiglio nazionale, tradizionalmente definito "camera bassa", è la camera che svolge il ruolo più importante nel processo legislativo austriaco e di conseguenza i termini "parlamento" e "consiglio nazionale" sono di norma sinonimi.
Il Consiglio federale è eletto indirettamente, attraverso le diete provinciali (Landtage) dei nove stati (Länder) che compongono la Repubblica federale austriaca. La rappresentanza degli stati nel Consiglio federale è proporzionale alla popolazione della loro area. I seggi sono distribuiti sulla base del censimento generale. Il Consiglio federale è composto da 62 delegati.
L'Assemblea federale si riunisce nel palazzo del Parlamento, dove hanno sede entrambe le camere, situato nella Ringstraße di Vienna.